# Kondrokro-Djassanou
Kondrokro-Djassanou est une localité du centre de la Côte d'Ivoire et appartenant au département de Didiévi, dans la Région des Lacs. La localité de Kondrokro-Djassanou est un chef-lieu de commune.